# Elektrosmog

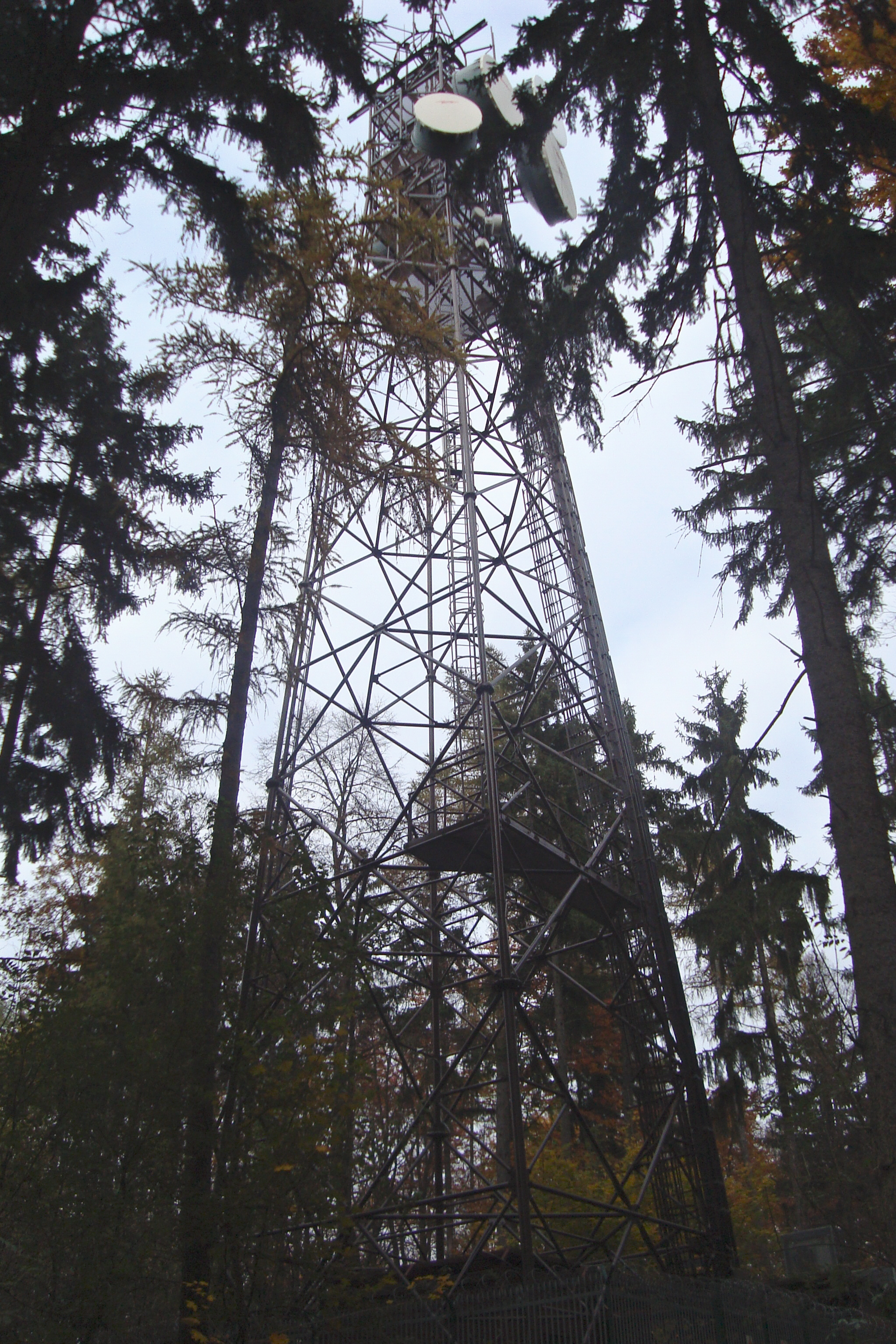
Komunikační vysílač pro mobilní telefony

Elektrosmog je neionizující elektromagnetické záření, které se přirozeně v přírodě na Zemi v produkované intenzitě nevyskytuje.

## Etymologie
Tento výraz je složen ze dvou slov: elektro (souvislost s elektrickými zařízeními) a smog. Smog je výraz označující chemické znečištění atmosféry způsobené lidskou činností. Název pochází z anglického spojení slov smoke (kouř) a fog (mlha) a znamená, že atmosféra je obohacena o složky, které v ní normálně nejsou a které jsou škodlivé pro zdraví. Název elektrosmog se jeví jako nevhodný vzhledem k definici slova smog. Alternativou v pojmenování tohoto fenoménu je název elektromagnetické znečištění.

## Zdroje elektrosmogu
- Komunikační vysílače všeho druhu (přímý zdroj)
- Elektrospotřebiče obecně
- Zážehové motory (výboje a jiskření)
- Přenosové soustavy elektrické sítě (elektrický proud, výboje)

## Vliv elektrosmogu na životní prostředí
Dopadem elektrosmogu na životní prostředí se zabývalo mnoho studií, ale negativní vliv na životní prostředí nebyl prokázaný.[zdroj?]
Účinky radiofrekvenčních polí byly pozorovány v 50% studií zvířat a 90% studií rostlin v laboratorních podmínkách, velmi málo studií však plně reflektovalo komplexitu reálných expozic a žádná nalezená studie se dosud nezabývala výzkumem na úrovni ekosystému.

## Vliv elektrosmogu na zvířata
Zvířecí modely umožňují zkoumat účinky elektromagnetického záření na úrovni organismu. Výsledky obvykle nelze zcela přenést na jiné živočišné druhy kvůli transpozičnímu zkreslení expozice (odlišné množství absorbované energie v cílovém místě).
Dvouletá studie vlivu mobilních sítí na zdraví laboratorních myší v rámci národního toxikologického programu objevila významný nárůst počtu zhoubných nádorů mozku (gliom), vláken inervujících srdeční sval (schwannom) a vzácného nádoru nadledvin (feochromocytom). Nárůst u ostatních typů nádorů (adenom a karcinom prostaty, adenom hypofýzy, adenom a karcinom Langerhansových ostrůvků) mohl souviset s expozicí radiofrekvenčnímu záření.
Expozice hlodavců Wi-Fi signálu během těhotenství nežádoucím způsobem ovlivnila fyzický a neurologický vývoj potomstva i chování během dospělosti, výsledné účinky značně závisely na pohlaví potomka.

## Vliv elektrosmogu na zdraví člověka
Vzhledem k možnému poškození zdraví byly zavedeny hygienické limity pro vystavení intenzivnímu neionizujícímu záření.[zdroj?] Zatímco tepelné účinky jsou široce přijímány (doporučení hygienických limitů dle ICNIRP), u netepelných účinků stále panuje vědecká kontroverze.[zdroj?] O možném škodlivém vlivu záření se provádějí rozsáhlé výzkumy.
Švédská studie z roku 1992 se snažila vypátrat vztah mezi elektromagnetickými vlnami vysílanými mobilními telefony a výskytem rakovin mozku. Výzkumníci se ptali přes 800 účastníků žijících do 300 metrů od vysokofrekvenčního vedení po alespoň 25 let. Studie našla až čtyřikrát větší výskyt dětské leukémie mezi nejblíže žijícími respondenty. Nicméně nebyla přijata širší odbornou veřejností z důvodu neprůkazné metodiky. Pozdější výzkumy o vztahu mozkových nádorů a užívání mobilního telefonu neshledaly žádnou spojitost, nicméně je velmi těžké hledat respondenty, kteří nepoužívají mobilní telefon a ty, které zastihl zároveň mozkový tumor, čili panuje obecný nedostatek vzorků. Nakonec bylo i paradoxně zjištěno, že původní hypotéza, že lidé žijící v blízkosti vysílačů budou přijímat vyšší dávky radiace se ukázala být mylná, protože mobilní telefony nepotřebují vysílat tak intenzivní záření na to, aby komunikovaly s věží.
Systematická rešerše a meta-analýza z roku 2017 prokázala prakticky zanedbatelný vliv na vznik nádorů mozku u kontrolovaných studií (u jistého typu studií ale nárůst o 33 %), ale objevila i souvislost výsledků studií v závislosti na jejich kvalitě i zdrojích financování. Kvalitnější studie vykazovaly vyšší riziko výskytu nádorů mozku při vyšší míře používání mobilního telefonu. Studie ale mohly i přesto být zkreslené, protože byly většinou retrospektivní. Prospektivní studie na miliónu žen publikovaná roku 2022 ve spolupráci s IARC vliv mobilů na nádory mozku neprokázala.

## Hygienické limity v České republice
V České republice jsou zdravotní limity pro elektromagnetické pole zavedeny nařízením vlády č. 291/2015 Sb., v platném znění. ČR tyto limity převzala v roce 2000 z doporučení Mezinárodní komise pro ochranu před neionizujícím zářením (International Commission on Non-Ionizing Radiation Protection, ICNIRP). Tyto limity byly v roce 1999 Radou Evropy doporučeny všem státům Evropské unie. Velmi podobné limity platí i v USA. Světová zdravotnická organizace (World Health Organization, WHO), která vydává nemalé prostředky na výzkum působení elektromagnetických polí na člověka a systematicky sleduje vědecké publikace a výzkumné zprávy vztahující se k této problematice, označila dodržení limitů stanovených dle ICNIRP za dostatečnou ochranu zdraví.
Faktem je, že v komunálním prostředí, kde se zdržuje obyvatelstvo (domácnosti, ulice, letiště, …), je expozice elektromagnetickému poli velmi nízká. Běžné domácí elektrické přístroje generují pole dosahující nejvýše zlomků procent ze zdravotních limitů. I tolik obávané základnové stanice pro mobilní telekomunikace generují pole, které již ve vzdálenosti asi 10 m bezpečně splní zdravotní limity. Obdobné závěry lze udělat i pro rádiové a televizní vysílače. S překročením limitů v komunálním prostředí se setkáváme jen velmi zřídka. Na hranici limitů se lze prakticky dostat pouze v těžkých průmyslových provozech (elektrické proudy řádů stovek až tisíc ampérů) či v přímé blízkosti silných vysílačů (vysílací výkony v řádech kilowatů).

## Hygienické limity v Evropské unii
Dle srovnání mezinárodních směrnic na ochranu vůči škodlivým účinkům EM polí z roku 2018 jsou pravidla v jednotlivých státech poměrně různorodá. V rámci Evropské unie se legislativní limity 10 členských zemí řídí doporučením EU (některé používají i zásady předběžné opatrnosti), 9 má benevolentnější nebo žádné omezení, 8 naopak přísnější legislativní limity.

## Nízkofrekvenční elektromagnetické pole (0 Hz – 10 MHz)
Jediným prokázaným efektem jsou indukované elektrické proudy v tkáni, které při dostatečné intenzitě mohou způsobovat dráždění nervové tkáně a tím negativně ovlivňovat funkci nervové soustavy. Zdravotní limity jsou stanoveny tak, aby byly bezpečně (přibližně desetkrát) pod prahem prvních fyziologických účinků. První účinky proudu (přibližně desetinásobné překročení limitu) se projevují sice nepříjemnými, ale neškodnými fosfeny, tj. vjemem blikajícího světla způsobným drážděním očního nervu. Tyto efekty bez následků mizí po vypnutí pole. Teprve extrémně velké proudové hustoty (přibližně tisícinásobné překročení limitu) mohou vést k závažnému ohrožení zdraví možným vznikem extrasystol a ventrikulární fibrilace. Elektromagnetické pole, které by bezkontaktně takové proudy způsobilo, je však technologicky téměř nedosažitelné. Důležité je poznamenat, že účinky indukovaných proudů jsou ze své podstaty okamžité a nejsou závislé na době expozice. Účinky také velmi rychle slábnou s rostoucí frekvencí pole a při frekvencích vyšších než přibližně 10 MHz jsou již bezvýznamné.
Na základě revize vědeckých poznatků doporučila komise ICNIRP v roce 2020 intenzivnější epidemiologický a experimentální výzkum vlivu nízkofrekvenčních polí na rozvoj neurodegenerativních onemocnění (Alzheimerovy choroby a roztroušené sklerózy).

## Vysokofrekvenční pole (100 kHz – 300 GHz)
Takové elektromagnetické pole má již příliš vysokou frekvenci (malou vlnovou délku) na to, aby nervy stačily reagovat na rychlé změny pole. Začíná se však uplatňovat jiný jev, ohřev tkáně způsobený přeměnou elektromagnetické energie v teplo. Zdravotní limit je zde (291/2015 Sb.) stanoven pro výkon absorbovaný v jednom kilogramu tkáně těla (Měrný absorbovaný výkon, SAR) a byl stanoven tak, aby ohřev tkáně nebyl vyšší než 0,1 °C při kontrolované expozici a 0,02 °C při nekontrolované expozici. Jelikož ohřev není okamžitý efekt a vykazuje setrvačnost, je při hodnocení expozice nutné absorbovaný výkon průměrovat přes dobu 6 minut, která souvisí s termoregulačním mechanismem těla. Pro delší expozice již však čas nehraje roli.
S rostoucí frekvencí klesá hloubka pronikání elektromagnetického pole do tkáně a při frekvencích přesahujících přibližně 10 GHz již vlna ohřívá pouze pokožku. Nejedná se tedy o objemový ohřev a pro frekvence přesahující 10 GHz je třeba časové průměrování zkracovat.
Mnoho studií za posledních 30 let se věnovalo vlivu záření mobilních telefonů na riziko vzniku nádorů. Epidemiologické studie naznačují zvýšené riziko nádorů mozku při dlouhodobém používání.  Nejrobustnější důkazy jsou pro neurinom akustiku.

## Optické záření (300 GHz – 1,7 PHz, vlnové délky 1 mm – 180 nm)
Optické záření se dělí na infračervené záření (IR), viditelné záření (světlo) a ultrafialové záření (UV). Hlavním přírodním zdrojem optického záření je Slunce, které vyzařuje podle Planckova vyzařovacího zákona s maximem na vlnové délce přibližně 500 nm. Zdrojem infračerveného záření je každý předmět, který má absolutní teplotu vyšší než 0 K (-273,15 °C), tedy i všechny živé organismy. Vlnovou délku maxima vyzařování lze spočítat pomocí Wienova zákona. Viditelné záření, IR a UV mají různý vliv na lidský organismus a přináší různá zdravotní rizika. Souhrnný přehled o zdravotních limitech pro optické zdroje poskytuje mezinárodní nezávislá expertní organizace ICNIRP. Přijetí zdravotních limitů navrhovaných organizací ICNIRP doporučila členským státům směrnice evropského parlamentu 2006/25/EC Česká republika limity zavedla v nařízení vlády 291/2015 Sb.

### Infračervené záření (780 nm – 1 mm)
Infračervené záření nemá dostatečnou energii, aby mohlo způsobit změny ve struktuře molekul nebo spustit fotochemické reakce. Absorpcí infračerveného záření dochází ke zvyšování teploty exponované tkáně stejným mechanismem jako u vysokofrekvenčního pole 100 kHz – 300 GHz. Riziko poškození zdraví IR zářením spočívá ve zvýšení teploty tkáně, které může mít až charakter popálení. Vystavení pokožky infračervenému záření v blízkosti viditelného světla (IR-A) vede ke zvýšené produkci volných radikálů. Lidské oko je náchylné na popálení, protože není schopno vnímat infračervené záření a tudíž není chráněno přirozeným mrkacím reflexem jako je tomu u viditelného záření. Expozice IR záření může způsobit popálení rohovky vedoucí ke vzniku očního zákalu. Vlnové délky od 780 nm do 1200 nm pronikají až na sítnici, která se zahřívá a tím může dojít až k jejímu popálení, které vede ke ztrátě citlivosti oka. Právě v této oblasti neviditelných záření se vyskytují silné průmyslové lasery. V některých provozech (například slévárna kovů) musí být pracovníci vybaveni ochrannými brýlemi, aby nedošlo k překročení zdravotních limitů a tím i k možnému poškození zdraví.

### Viditelné záření (380 nm – 780 nm)
Viditelné záření dopadající na sítnici oka způsobuje fotochemické reakce, které evokují nervové impulsy vysílané do mozku. Působení viditelného elektromagnetického záření se může nepříznivě projevit při dlouhodobém působení silného světla na sítnici oka. Platí to především o světle se silně zastoupenou modrou složkou, které může způsobit zánět sítnice neboli fotoretinitidu. Modré světlo má spolu s fialovým světlem nejkratší vlnovou délku a z viditelného záření tedy největší energii. Velmi silné zelené nebo červené světlo poškodí sítnici dříve přehřátím než fotochemickým procesem. Oko je proti viditelnému záření částečně chráněno mrkacím reflexem, který nedovolí hledět do silného zdroje záření a výrazně tak snižuje expozici.

### Ultrafialové záření (180 nm – 380 nm)
Největší zdravotní rizika má ultrafialové záření v části s nejkratší vlnovou délkou 180 nm až 280 nm (UV-C), které je však zcela pohlceno při průchodu ozónovou vrstvou. V technické praxi však existuje celá řada umělých zdrojů UV-C záření (výboje, obloukové sváření). Expozice UV-C má nepříznivé účinky na kůži i oči. Účinky velmi silně závisejí na vlnové délce. Nejzávažnější pro poškození oka a pro onemocnění kůže je vlnová délka v okolí 270 nm. Při dlouhodobé expozici zvyšuje i riziko vzniku rakoviny kůže. Záření UV-C je zcela absorbováno v povrchové vrstvě oka a nepoškozuje tedy sítnici. Při velké intenzitě však způsobí akutní zánět spojivek (například při obloukovém sváření). Při dlouhodobém působení může trvale poškodit rohovku. V oblasti vlnových délek 280 nm a 315 nm (UV-B) biologická účinnost působení UV záření prudce klesá s rostoucí vlnovou délkou. Ultrafialové záření z intervalu 315 nm až 380 nm (UV-A) není již v rohovce, oční čočce a sklivci zcela absorbováno a jeho část dopadá až na sítnici. Při vyšší intenzitě zhoršuje zrakovou ostrost.